# Byrsalepis nyassica
Byrsalepis nyassica är en skalbaggsart som beskrevs av Brenske 1898. Byrsalepis nyassica ingår i släktet Byrsalepis och familjen Melolonthidae. Inga underarter finns listade.